# Eureka Poker Tour

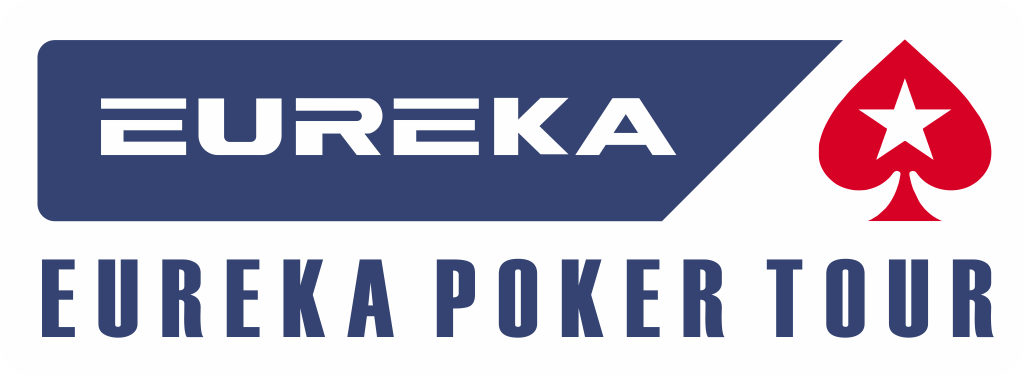
Eureka Poker Tour

Die Eureka Poker Tour (bis 2022 Eureka; Eigenschreibweise: EUREKA Poker Tour) ist eine Pokerturnierserie, die von PokerStars veranstaltet wird. Die Erstaustragung der Eureka fand 2011 in Prag statt, damals noch nicht als eigenständige Turnierserie, sondern im Rahmen der European Poker Tour.

## Geschichte
Ursprünglich wurde die Eureka als Bestandteil der European Poker Tour (EPT) eingeführt. Die Austragung fand 2011 in Prag, 2012 in Varna, Rozvadov und Dubrovnik, 2014 in Wien, Rozvadov und Prag, 2015 in Hamburg – wo unter anderem auch Elton teilnahm – sowie 2016 wiederum im tschechischen Rozvadov, Bukarest und Hamburg statt.
Im Jahr 2022 wurde die Eureka in Eureka Poker Tour umbenannt und erstmals offiziell als eigene, von der EPT unabhängige, Turnierserie ausgetragen. Die Austragung fand erneut im King’s Resort in Rozvadov statt. Seit 2022 besteht die Eureka jeweils aus einem offenen Cup, einem High-Roller-Event und einem Main Event. 2023 startete die offiziell zweite Saison abermals in Rozvadov.

## Main Event
Die nachfolgende Tabelle listet alle Main Events der eigenständigen Eureka Poker Tour sowie deren Gewinner auf. Das Preisgeld bezieht sich jeweils auf die Summe, die dem Erstplatzierten ausgezahlt wurde.
| Saison | Beginn        | Stadt    | Teilnehmer | Sieger             | Herkunft    | Preisgeld (in €) | Quelle |
| ------ | ------------- | -------- | ---------- | ------------------ | ----------- | ---------------- | ------ |
| 1      | 25. Mai 2022  | Rozvadov | 1096       | Giorgio Montebelli | Italien     | 146.126          |        |
| 1      | 27. Juli 2022 | Bukarest | 0407       | Adrian Sas         | Rumänien    | 077.430          |        |
| 2      | 16. März 2023 | Rozvadov | 1866       | Dircooles          | Deutschland | 187.335          |        |
| 2      | 29. Sep. 2023 | Hamburg  | 0703       | Amir Mozaffarian   | Deutschland | 130.431          |        |
| 3      | 10. März 2024 | Rozvadov | 1526       | Robert Röhlich     | Tschechien  | 243.500          |        |
| 3      | 1. Juli 2024  | Hamburg  |            |                    |             |                  |        |